# Mikrohistorie
Mikrohistorie je historická disciplína vyvíjející se od 70. let 20. století, která se zaměřuje na podrobné zkoumání malých jednotek. Předmět mikrohistorického přístupu často představuje lidová kultura či konkrétní příslušníci nižších společenských vrstev. Jedním z prvních badatelů, který prosazoval mikrohistorický přístup, byl italský historik Carlo Ginzburg, jehož proslavila kniha Sýr a červi, v italském originále Il formaggio e i vermi.